# Giles County (Virginia)
Giles County ist ein County im Bundesstaat Virginia der Vereinigten Staaten. Bei der Volkszählung im Jahr 2020 hatte das County 16.787 Einwohner und eine Bevölkerungsdichte von 18,1 Einwohner pro Quadratkilometer. Der Verwaltungssitz (County Seat) ist Pearisburg. Das County gehört zu den Dry Countys, was bedeutet, dass der Verkauf von Alkohol eingeschränkt oder verboten ist.

## Geographie
Giles County liegt im Westen von Virginia, grenzt im Südosten an West Virginia und hat eine Fläche von 933 Quadratkilometern, wovon acht Quadratkilometer Wasserfläche sind. Es grenzt im Uhrzeigersinn an folgende Countys: Craig County, Montgomery County, Pulaski County und Bland County.

## Geschichte
Gebildet wurde es 1806 aus Teilen des Montgomery County, Tazewell County, Craig County und des Wythe County. Benannt wurde es nach William Branch Giles, einem Juristen, Mitglied des Repräsentantenhauses und Gouverneur von Virginia.

## Demografische Daten

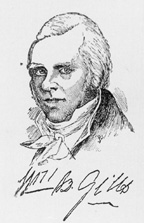
William Branch Giles

Alterspyramide des Giles County

Nach der Volkszählung im Jahr 2000 lebten im Giles County 16.657 Menschen in 6.994 Haushalten und 4.888 Familien. Die Bevölkerungsdichte betrug 18 Einwohner pro Quadratkilometer. Ethnisch betrachtet setzte sich die Bevölkerung zusammen aus 97,41 Prozent Weißen, 1,58 Prozent Afroamerikanern, 0,14 Prozent amerikanischen Ureinwohnern, 0,19 Prozent Asiaten und 0,16 Prozent aus anderen ethnischen Gruppen; 0,53 Prozent stammten von zwei oder mehr Ethnien ab. 0,63 Prozent der Bevölkerung waren spanischer oder lateinamerikanischer Abstammung.
Von den 6.994 Haushalten hatten 28,1 Prozent Kinder und Jugendliche unter 18 Jahre, die bei ihnen lebten. 56,1 Prozent waren verheiratete, zusammenlebende Paare, 9,7 Prozent waren allein erziehende Mütter, 30,1 Prozent waren keine Familien, 26,6 Prozent waren Singlehaushalte und in 12,8 Prozent lebten Menschen im Alter von 65 Jahren oder darüber. Die Durchschnittshaushaltsgröße betrug 2,37 und die durchschnittliche Familiengröße lag bei 2,85 Personen.
Auf das gesamte County bezogen setzte sich die Bevölkerung zusammen aus 22,0 Prozent Einwohnern unter 18 Jahren, 6,8 Prozent zwischen 18 und 24 Jahren, 28,4 Prozent zwischen 25 und 44 Jahren, 26,1 Prozent zwischen 45 und 64 Jahren und 16,7 Prozent waren 65 Jahre alt oder darüber. Das Durchschnittsalter betrug 40 Jahre. Auf 100 weibliche Personen kamen 95,6 männliche Personen. Auf 100 Frauen im Alter von 18 Jahren oder darüber kamen statistisch 92,2 Männer.
Das jährliche Durchschnittseinkommen eines Haushalts betrug 34.927 USD, das Durchschnittseinkommen der Familien betrug 42.089 USD. Männer hatten ein Durchschnittseinkommen von 32.075 USD, Frauen 22.969 USD. Das Prokopfeinkommen betrug 18.396 USD. 6,6 Prozent der Familien und 9,5 Prozent der Bevölkerung lebten unterhalb der Armutsgrenze. Davon waren 11,6 Prozent Kinder oder Jugendliche unter 18 Jahre und 10,5 Prozent waren Menschen über 65 Jahre.